# Schlacht bei Seneffe
Solebay – Erste Schooneveld – Zweite Schooneveld – Maastricht – Texel – Bonn – Sinsheim – Seneffe – Enzheim – Türkheim – Sasbach – Konzer Brücke – Stromboli – Augusta – Palermo – Philippsburg – Maastricht – Valenciennes – Tobago – Cassel – Kokersberg –  Freiburg – Ypern – Rheinfelden – Saint-Denis
Die Schlacht bei Seneffe vom 11. August 1674 fand während des Holländischen Krieges statt. Es standen sich eine französische Armee unter dem Prinzen Condé und eine alliierte Armee aus Spaniern, Niederländern und Truppen des Kaisers Leopold I. unter dem Oberkommando von Wilhelm von Oranien im Raum um Seneffe im heutigen Belgien gegenüber. Aus einem französischen Angriff auf die alliierte Nachhut entwickelte sich eine erbitterte, verlustreiche Schlacht. Den Sieg reklamierten beide Seiten für sich.  

## Vorgeschichte
Ludwig XIV. hatte Louis II. de Bourbon, prince de Condé den Oberbefehl in den Niederlanden übertragen. Ihm unterstand ein etwa 45.000 Mann starkes Heer. Dieses sammelte sich Anfang Mai bei Tournai. Mit einem weiteren Korps verstärkt, erreichte es schließlich 50.000 Mann. Bei diesen handelte es sich durchweg um erfahrene Soldaten. Die Aufgabe Condés war der Schutz von Nordfrankreich gegen die Truppen der Kaiserlichen, Spanier und Niederländer, die in den Niederlanden gesammelt wurden. Die Armee der Alliierten bestand aus 30.000 Niederländern, die mehrheitlich neu ausgehoben waren unter Wilhelm III. von Oranien. Hinzu kamen 15.000 Spanier kommandiert vom Grafen Monterey, den Statthalter von Flandern, sowie 27.000 kaiserliche Soldaten unter Feldmarschall Souches. Zusammen stellten die Verbündeten 70.000 Mann.
Der nominelle Oberbefehl lag bei Wilhelm von Oranien. Von Anfang an schwierig war das Verhältnis zum kaiserlichen Kommandanten, der sich nur ungern, dem deutlich jüngeren Oranier unterordnete. Problematisch waren auch die unterschiedlichen Ziele der Alliierten. Die Niederländer wollten Maastricht und Grave gewinnen. Die Spanier wollten den Franzosen die von diesen gemachten Eroberungen in Flandern und dem Hennegau wieder entreißen. Das Ziel der Kaiserlichen war es dagegen so viele französische Truppen wie nur möglich in den Niederlanden zu binden, damit man am Oberrhein gefahrloser gegen die französische Armee unter Turenne vorgehen konnte. Diese Uneinigkeit führte dazu, dass der Sommer von Seiten der Verbündeten mit wenig zielgerichteten Aktionen verbracht wurde. Erst Ende Juli war es Wilhelm von Oranien gelungen, Souches zum Übergang auf das linke Ufer der Maas bei Namur zu überreden. Die Verbündeten vereinigten sich daraufhin am 28. Juli bei Perwez.

## Verlauf

### Absetzungsversuch der Alliierten
Condé hatte Zeit, eine starke Stellung einzunehmen. Er stellte seine Truppen zwischen einem Wald und einer Meierei auf. Der rechte Flügel lehnte sich an den Wald, der linke Flügel an der Meierei an. Die Front wurde durch das tief eingeschnittene und sumpfige Flussbett der Pieton gedeckt. Am 9. August lagerte die verbündete Armee bei Seneffe. Der Abstand zwischen beiden Armeen betrug jetzt nur noch eine Stunde. Die Verbündeten bedrohten den linken Flügel der Franzosen, die aber auf ihre starke Stellung vertrauten. Am 10. August beschloss ein alliierter Kriegsrat, gegen den Willen von Wilhelm von Oranien, den Gegner nicht anzugreifen. Vielmehr wollte man Richtung Cambrai marschieren. Entweder würde dies Condé veranlassen, seine Position aufzugeben und sich auf für die Verbündeten günstigeren Terrain zu stellen oder, wenn dieser die Stellung hielt, wollte man eine der französischen Festungen belagern. Die Gefahr eines Flankenmarsches in der unmittelbaren Nähe des Gegners, die von einigen Generälen vorgebracht wurde, hat Souches zurückgewiesen. Am 11. August marschierten die Verbündeten in drei Kolonnen los. Die linke Kolonne bildete die Kavallerie, die Infanterie bildete die Mitte und die rechte Kolonne bestand aus der Artillerie und dem Tross. An der Spitze marschierten die Kaiserlichen, gefolgt von den Niederländern und den Spaniern. Eine Nachhut aus Kavalleristen und Dragoner aller Alliierten kam am Schluss.

### Französischer Angriff auf die Nachhut
Condé beobachtete die Manöver der Gegner und beschloss, die Nachhut so lange anzugreifen, bis die übrigen alliierten Einheiten zu deren Unterstützung heran wären. Gleichzeitig sollte eine kleinere Einheit die Spitze der Alliierten angreifen, um so die Unterstützung für die Nachhut zu verzögern. Die alliierte Nachhut stand unter dem Kommando von Charles Henri de Lorraine-Vaudémont. Dieser hatte eine günstige Stellung zur Deckung des abmarschierenden Heeres eingenommen. Sobald er feindliche Bewegungen bemerkte, bat er den Prinzen von Oranien um Verstärkung.
Gegen 10 Uhr hielt Condé die Hauptmacht der Gegner für weit genug entfernt und ließ den Angriff auf die Nachhut beginnen. Der Ort Sennefe wurde genommen, die Kavallerie von Vaudemont besiegt und zum Rückzug gezwungen. Condé sammelte seine Truppen und befahl, der Hauptmacht zu folgen. Bei den Verbündeten drängte Wilhelm von Oranien Souches lange vergeblich, die Nachhut zu unterstützen. Schließlich nahm die holländische und spanische Infanterie bei St. Nicolas Stellung. Der rechte Flügel wurde durch einen sumpfigen Bach, der linke von Hecken und Wäldchen gedeckt. Kaum hatten die Truppen ihre Stellung eingenommen, griff Condé mit seiner Infanterie und sechs Geschützen an. Die französische Kavallerie stand auf beiden Flügeln. Sie griff mehrfach an und stieß auf starken Widerstand, ehe es unter hohen Verlusten gelang, die Gegner aus St. Nicolas und den Wäldchen zu vertreiben und selbst diese Stellungen einzunehmen.

### Hauptkampf bei Fayt
Der Prinz von Oranien, von der französischen Kavallerie bedrängt, zog sich nach dem Dorf Fayt zurück, wo er seine Truppen gegen 14 Uhr eine neue Stellung einzunehmen befahl. Der Tross der Verbündeten war mit der Kriegskasse inzwischen in die Hände der Franzosen geraten. Condé hatte sein ursprüngliches Ziel, die gegnerische Nachhut zu vernichten, vollkommen erreicht. Ohne zu bedenken, dass die französische Hauptmacht noch entfernt war, wollte er weiter angreifen. Auch waren die eingesetzten Truppen mittlerweile erschöpft. Daneben verstärkten die Kaiserlichen nun die Position Oraniens. Dieser hielt seine Stellung im Dorf mit Kirche und Schloss mit Sumpf, einer Schlucht und Waldungen für günstig. Er verteilte seine Infanterie und einige Geschütze. Auf einer dahinter liegenden freien Ebene stellte er seine Reiterei und die allmählich eintreffenden Kaiserlichen auf. 
Bei Condé waren einige Verstärkungen eingetroffen und dieser ging, ohne auf weitere Truppen zu warten, zum Angriff über. Die Mitte der Front befehligte er selbst. Der Infanterie folgte die Kavallerie in mehreren Treffen. Vierzehn Infanterieregimenter griffen die Gegner von drei Seiten im mittleren Frontabschnitt an. Die Alliierten leisteten allerdings starken Widerstand, und trotz mehrmaliger französischer Angriffe gelang es nicht, die Gegner aus ihren Stellungen beim Dorf zu vertreiben. Auch auf dem linken Flügel konnten sich die Verbündeten in der Schlucht behaupten. Deren Kavallerie ging sogar teilweise zu Gegenangriffen über. Auch auf dem linken Flügel gelang es den Franzosen nicht, entscheidende Geländegewinne zu erzielen.
Die Schlacht dauerte bereits drei Stunden und die Franzosen erlitten starke Verluste. Condé brach den Kampf nicht ab, weil er noch immer auf die Ankunft seiner Hauptmacht hoffte. Beim Einbruch der Dunkelheit hörten die Kavalleriebewegungen auf. Die Infanteriegefechte gingen bei Mondschein bis etwa 22 Uhr weiter. Danach schwiegen auf beiden Seiten die Waffen. Beide Heere waren darauf eingestellt, dass die Schlacht am nächsten Morgen weitergehen würde. Dazu kam es nicht, da gegen Mitternacht wieder Schießereien begannen. Die französische Kavallerie floh und ließ sich nur unter Mühen wieder sammeln.

## Folgen
Condé sah ein, dass eine Fortsetzung der Kämpfe am nächsten Morgen kaum Erfolge bringen würde. Daher beschloss er, in sein ursprüngliches Lager zurückzukehren, und ließ dies auch noch während der Nacht ausführen. Auch die Verbündeten zogen sich zurück. Beide Seiten schrieben sich später den Sieg zu. In den Hauptstädten der beteiligten Kriegsparteien wurde das Te Deum zum Dank für den Sieg gesungen.